# Mười bảy khoảnh khắc mùa xuân (phim)
Mười bảy khoảnh khắc mùa xuân (tiếng Nga: Семнадцать мгновений весны) là một bộ phim truyền hình dài tập của Liên Xô, trình chiếu lần đầu năm 1973.

## Lịch sử
Phim được làm tại xưởng phim Gorky, do Tatyana Lioznova đạo diễn và dựa trên cuốn tiểu thuyết cùng tên của nhà văn Yulian Semyonov. Phim được chia làm 12 tập với mỗi tập có độ dài khoảng 70 phút và cả phim có thời lượng khoảng 840 phút.

## Nội dung
Bộ phim nói về cuộc đời (đã được hư cấu) của một điệp viên người Nga tên là Isaev hoạt động tại nước Đức Quốc xã dưới tên Đức là Stirlitz, do diễn viên Soviet Vyacheslav Tikhonov đóng.
Nội dung phim tập trung vào hoạt động của Isaev trong mười bảy ngày cuối cùng trước khi chiến tranh thế giới lần thứ hai kết thúc. Các vai diễn chính khác do Leonid Bronevoy, Oleg Tabakov, Rostislav Plyatt và Vasily Lanovoy đảm nhận.

## Diễn viên

Vyacheslav Tikhonov trong vai 'Stirlitz'

| Diễn viên                                       | Vai diễn                                                                                          | Lồng tiếng                        |
| ----------------------------------------------- | ------------------------------------------------------------------------------------------------- | --------------------------------- |
| Yuri Baginyan (Юрий Багинян)                    | sĩ quan phụ tá của Hermann Göring                                                                 |                                   |
| Valentin Belonogov (Валентин Белоногов)         | lính Đức                                                                                          |                                   |
| Mikhail Bocharov (Михаил Бочаров)               | Đội viên SS                                                                                       |                                   |
| Wilhelm Burmayer (Вильгельм Бурмайер)           | Thống chế Hermann Göring (tập 1, 3), Trung úy đồn trưởng biên phòng cửa khẩu Thụy Sĩ (tập 11, 12) | Nikolai Grabbe (Николай Граббе)   |
| Paul Butkevich (Паул Буткевич)                  | liên lạc viên                                                                                     | Oleg Mokshantsev (Олег Мокшанцев) |
| Leonid Bronevoy (Леонид Броневой)               | Trung tướng SS Heinrich Müller                                                                    |                                   |
| Yuri Vizbor (Юрий Визбор)                       | Martin Bormann                                                                                    | Yuri Soloviev (Юрий Соловьёв)     |
| Nikolai Volkov (con) (Николай Волков (младший)) | Erwin Keen                                                                                        |                                   |
| Valentin Gaft (Валентин Гафт)                   | Gaevernitz                                                                                        |                                   |
| Nikolai Gorlov (Николай Горлов)                 | tiếp tân khách sạn Virginia                                                                       |                                   |
| Sergei Golovanov (Сергей Голованов)             | đại sứ Anh tại Liên Xô                                                                            |                                   |
| Ekaterina Gradova (Екатерина Градова)           | Catherine Keen (Katya Kozlova - Катя Козлова)                                                     |                                   |
| Nikolai Gritsenko (Николай Гриценко)            | vị tướng trong toa xe                                                                             |                                   |
| Yevgeny Gurov (Евгений Гуров)                   | chủ tiệm chim cảnh                                                                                |                                   |
| Vladlen Davydov (Владлен Давыдов)               | nhân viên của Dulles                                                                              | Артём Карапетян                   |
| Fritz Dietz (Фриц Диц)                          | Adolf Hitler                                                                                      | Yevgeny Vesnik (Евгений Весник)   |
| Alexei Dobronravov (Алексей Добронравов)        | bảo vệ biệt thự Stirlits                                                                          |                                   |
| Lev Durov (Лев Дуров)                           | Klaus                                                                                             |                                   |
| Yevgeny Evstigneev (Евгений Евстигнеев)         | Giáo sư Werner Pleischner                                                                         |                                   |
| Vladimir Emelyanov (Владимир Емельянов)         | Thống chế Wilhelm Keitel                                                                          |                                   |
| Mikhail Zharkovsky (Михаил Жарковский)          | Trung tướng SS Ernst Kaltenbrunner                                                                |                                   |
| Constantine Zheldin (Константин Желдин)         | Trung tá SS Wilhelm Holthoff                                                                      |                                   |
| Yuri Zaev (Юрий Заев)                           | Bittner                                                                                           |                                   |
| Edward Izotov (Эдуард Изотов)                   | Trợ lý của Hitler                                                                                 |                                   |
| Yuri Katin-Yartsev (Юрий Катин-Ярцев)           | Nhà thiên văn                                                                                     |                                   |
| Vladimir Kenigson (Владимир Кенигсон)           | Krause                                                                                            |                                   |
| Andro Kobaladze (Андро Кобаладзе)               | Stalin                                                                                            |                                   |
| Vladimir Kozel (Владимир Козел)                 | кюре                                                                                              |                                   |
| Станислав Коренев                               | адъютант Кальтенбруннера                                                                          |                                   |
| Евгений Кузнецов                                | группенфюрер СС Фридрих Крюгер                                                                    |                                   |
| Леонид Куравлёв                                 | оберштурмбаннфюрер СС Курт Айсман                                                                 |                                   |
| Евгений Лазарев                                 | сотрудник советской разведки Емельянов                                                            |                                   |
| Василий Лановой                                 | обергруппенфюрер СС Карл Вольф                                                                    |                                   |
| Григорий Лямпе                                  | физик Рунге                                                                                       |                                   |
| Лаврентий Масоха                                | штандартенфюрер СС Шольц, помощник Мюллера                                                        |                                   |
| Отто Меллис (в титрах — «Отто Мелиес»)          | Хельмут Кальдер                                                                                   | Евгений Жариков                   |
| Эмилия Мильтон                                  | фрау Заурих                                                                                       |                                   |
| Рудольф Панков                                  | «Одноглазый»                                                                                      |                                   |
| Владлен Паулус                                  | советник немецкого посольства                                                                     |                                   |
| Евгений Перов                                   | хозяин кабачка «У грубого Готтлиба»                                                               |                                   |
| Ростислав Плятт                                 | пастор Фриц Шлаг                                                                                  |                                   |
| Николай Прокопович                              | рейхсфюрер СС Генрих Гиммлер                                                                      |                                   |
| Клен Протасов                                   | стенографист Сталина                                                                              |                                   |
| Виктор Рождественский                           | адъютант Гиммлера                                                                                 |                                   |
| Владимир Рудый                                  | Коваленко                                                                                         |                                   |
| Алексей Сафонов                                 | штурмбаннфюрер СС Юрген Рольф                                                                     |                                   |
| Светлана Светличная                             | Габи Набель                                                                                       |                                   |
| Владимир Смирнов                                | хозяин явочной квартиры                                                                           |                                   |
| Манефа Соболевская                              | сестра в детском приюте                                                                           |                                   |
| Юрий Соковнин                                   | водитель Бормана                                                                                  |                                   |
| Ольга Сошникова                                 | унтершарфюрер СС Барбара Крайн                                                                    |                                   |
| Вячеслав Тихонов                                | штандартенфюрер СС Макс Штирлиц                                                                   |                                   |
| Олег Табаков                                    | бригадефюрер СС Вальтер Шелленберг                                                                |                                   |
| Инна Ульянова                                   | дама с лисой                                                                                      |                                   |
| Пётр Чернов                                     | Громов                                                                                            |                                   |
| Вячеслав Шалевич                                | Аллен Даллес                                                                                      |                                   |
| Элеонора Шашкова                                | жена полковника Исаева (Штирлица)                                                                 |                                   |
| Георгий Шевцов                                  | сотрудник Холтоффа, избивающий Рунге                                                              |                                   |
| Алексей Эйбоженко                               | Гюсман                                                                                            |                                   |
| Ян Янакиев                                      | Дольман                                                                                           |                                   |

## Sự kiện thú vị
Phần âm nhạc của bộ phim do nhạc sĩ Mikayel Tariverdyev viết. Bài hát có tên là "Khoảnh khắc này không phải là vô nghĩa".
Bộ phim trở nên quen thuộc khắp Liên Xô và rất nhiều câu nói trong phim cũng đã được nhiều người thuộc lòng và sử dụng trong đời thường. Hiện đang có thảo luận về việc xây dựng một tượng đài kỷ niệm Stirlitz ở thành phố Gorokhovets, nơi ông sinh ra.
Sau 35 năm, kênh truyền hình "Nước Nga" quyết định làm mới – tô màu cho bộ phim huyền thoại này. 12 tập của bộ phim được tô màu hoàn tất trong thời gian 3 năm, với kinh phí gần 3 triệu dollar. Hơn 600 chuyên gia từ Hàn Quốc, Mỹ, Ấn Độ và Trung Quốc tham gia dự án này. Bộ phim cũng được làm lại về phần hiệu ứng âm thanh thực tế hơn.
Bộ phim được làm mới được công chiếu vào năm 2009, nhận được nhiều sự khen ngợi cũng như phản đối. Thậm chí, có một vài ý kiến sẽ thưa kiện những người làm mới vì xâm phạm nguyên bản.